# Lacey Chabert
Lacey Nicole Chabert (Purvis Mississippi, 30 september 1982) is een Amerikaans actrice.

## Carrière
Ze begon op jonge leeftijd als actrice op Broadway. Vanaf de begin jaren 90 was ze ook op televisie te zien en werd ze een kindster door haar rol in de televisieserie Party of Five. Ze sprak haar stem ook drie jaar lang in voor de animatieserie The Wild Thornberrys. Sindsdien spreekt ze vaker haar stem in voor tekenfilms, maar is ook nog gewoon als actrice in films te zien.
Chabert verscheen in meerdere Hallmark-films. Ook had ze een terugkerende rol van 2013 tot 2014 in de Amerikaanse tv-serie Baby Daddy. Chabert speelde van 2019 tot 2021 een hoofdrol in de Hallmark-serie Crossword Mysteries als puzzeldeskundige Tess Harper.
Ze won in 1997 en 1998 de jaarlijkse YoungStar-prijs voor Beste Optreden in de tv-serie Party of Five, en won samen met co-actrices Lindsay Lohan, Rachel McAdams en Amanda Seyfried de MTV Movie Awards 2005 voor de film Mean Girls.

## Privé
Chabert trouwde in december 2013 met haar echtgenoot. Ze kreeg in september 2016 een dochter.

## Filmografie
| Jaar      | Titel                                              | Rol                                                   |
| --------- | -------------------------------------------------- | ----------------------------------------------------- |
| 1991      | A Little Piece of Heaven                           | Prinses, aka 'Hazal'                                  |
| 1993      | Gypsy                                              | Baby June                                             |
| 1996      | Educating Mom                                      | Carly Gallagher (ABC Afterschool Specials aflevering) |
| 1997      | Redux Riding Hood                                  | Little Red (stem)                                     |
| 1997      | Babes in Toyland                                   | Jill (stem)                                           |
| 1997      | Journey Beneath the Sea                            | Merla (stem)                                          |
| 1997      | When Secrets Kill                                  | Jenny Newhall                                         |
| 1997      | Anastasia                                          | jonge Anastasia (stem)                                |
| 1998      | Lost in Space                                      | Penny Robinson                                        |
| 1998      | De Leeuwenkoning II: Simba's trots                 | Young Vitani (stem)                                   |
| 1998      | An American Tail: The Treasure of Manhattan Island | Tanya (stem)                                          |
| 1999      | We Wish You a Merry Christmas                      | Cindy (stem)                                          |
| 1999      | An American Tail: The Mystery of the Night Monster | Tanya Mousekewitz (stem)                              |
| 1994-2000 | Party of Five                                      | Claudia Salinger                                      |
| 1999-2000 | Family Guy                                         | Meg Griffin (stem)                                    |
| 2001      | The Wild Thornberrys: The Origin of Donnie         | Eliza Thornberry (stem)                               |
| 2001      | Tart                                               | Eloise Logan                                          |
| 2001      | Not Another Teen Movie                             | Amanda Becker                                         |
| 2002      | Hometown Legend                                    | Rachel Sawyer                                         |
| 2002      | Balto: Wolf Quest                                  | Aleu (stem)                                           |
| 2002      | The Scoundrel's Wife                               | Florida Picou                                         |
| 1998-2002 | The Wild Thornberrys                               | Eliza Thornberry (stem)                               |
| 2002      | The Wild Thornberrys Movie                         | Eliza Thornberry (stem)                               |
| 2003      | Daddy Day Care                                     | Jenny                                                 |
| 2003      | Rugrats Go Wild!                                   | Eliza Thornberry (stem)                               |
| 2004      | Mean Girls                                         | Gretchen Wieners                                      |
| 2004      | Shadow of Fear                                     | Allison Henderson                                     |
| 2004      | The Brooke Ellison Story                           | Brooke Ellison                                        |
| 2005      | The Pleasure Drivers                               | Faruza                                                |
| 2005      | Nice Guys                                          | Cindy                                                 |
| 2005      | Dirty Deeds                                        | Meg                                                   |
| 2006      | Be My Baby                                         | Tiffany                                               |
| 2006      | Hello Sister, Goodbye Life                         | Olivia Martin                                         |
| 2006      | She Said/He Said                                   |                                                       |
| 2006      | Fatwa                                              | Noa Goldman                                           |
| 2006      | Choose Your Own Adventure: The Abominable Snowman  | Crista North (stem)                                   |
| 2006      | Bratz                                              | Kaycee Smith (stem)                                   |
| 2006      | Black Christmas                                    | Dana                                                  |
| 2006      | Ghost Whisperer                                    | Donna Ellis (1 afl.)                                  |
| 2007      | A New Wave                                         | Julie                                                 |
| 2007      | The Lost                                           | Jane                                                  |
| 2007      | What If God Were the Sun?                          | Jamie                                                 |
| 2007      | Being Michael Madsen                               | Vanessa Rapaport                                      |
| 2007      | Sherman's Way                                      | Marcy                                                 |
| 2007      | In My Sleep                                        | Becky                                                 |
| 2009      | Quantum Quest: A Cassini Space Odyssey             | Jeanna (stem)                                         |
| 2009      | Ghosts of Girlfriends Past                         | Sandra                                                |
| 2010      | Elevator Girl                                      | Liberty Taylor                                        |
| 2012      | Slightly Single in L.A.                            | Dale Squire                                           |
| 2012      | Baby Daddy                                         | Amy Shaw                                              |
| 2012      | Imaginary Friend                                   | Emma                                                  |
| 2013      | Scarecrow                                          | Kristen                                               |
| 2013      | Non-Stop                                           | Amy Nightingale                                       |
| 2014      | A Royal Christmas                                  | Emily Taylor                                          |
| 2014      | The Color Of Rain                                  | Gina                                                  |
| 2015      | The Lost Tree                                      | Jenna                                                 |
| 2015      | Family For Christmas                               | Hannah                                                |
| 2015      | A Christmas Melody                                 | Kristin                                               |
| 2015      | All of My Heart                                    | Jenny Fintley                                         |
| 2016      | A Wish for Christmas                               | Sara Thomas                                           |
| 2017      | Moonlight in Vermont                               | Fiona Rangley                                         |
| 2017      | All of My Heart: Inn Love                          | Jenny Fintley                                         |
| 2017      | The Sweetest Christmas                             | Kylie Watson                                          |
| 2018      | My Secret Valentine                                | Chloe Grange                                          |
| 2018      | Love on Safari                                     | Kira Slater                                           |
| 2018      | All of My Heart: The Wedding                       | Jenny Fintley                                         |
| 2019      | Crossword Mysteries: A Puzzle to Die For           | Tess Harper                                           |
| 2019      | Crossword Mysteries: Proposing Murder              | Tess Harper                                           |
| 2019      | Christmas in Rome                                  | Angela de Luca                                        |
| 2019      | Love Romance And Chocolate                         | Emma Colvin                                           |
| 2020      | Winter in Vail                                     | Chelsea Whitmore                                      |
| 2020      | Crossword Mysteries: Abracadaver                   | Tess Harper                                           |
| 2021      | Crossword Mysteries: Terminal Descent              | Tess Harper                                           |
| 2021      | Crossword Mysteries: Riddle Me Dead                | Tess Harper                                           |
| 2021      | Sweet Carolina                                     | Josie Wilder                                          |
| 2021      | Christmas at Castle Hart                           | Brooke Bennett                                        |
| 2022      | The Wedding Veil                                   | Avery Morrison                                        |
| 2022      | Groundswell                                        | Emma                                                  |
| 2022      | Haul Out the Holly                                 | Emily                                                 |